# Lingua babel-17
Il babel-17 è una lingua artificiale artistica impiegata per la prima volta nel romanzo di fantascienza di Samuel R. Delany del 1966 Babel-17.

## Caratteristiche
Una delle sue caratteristiche linguistiche più interessanti è la totale assenza di un pronome o una qualunque altra costruzione per indicare la prima persona singolare, "io".
Il romanzo prende in considerazione una visione implicitamente whorfiana della lingua, poiché la protagonista, una volta appresa la lingua, trova le sue percezioni (e le sue abilità fisiche) alterate. In questo ricorda molti altri romanzi di fantascienza incentrati sul tema del linguaggio, come Native Tongue di Suzette Haden Elgin e Il linguaggio di Pao di Jack Vance.
Il nome della lingua fa riferimento alla Torre di Babele, un episodio della Genesi biblica, in cui, secondo la teologia delle religioni abramitiche, Dio creò scompiglio tra le genti facendo sì che le persone parlassero lingue diverse e non si capissero più, impedendo inoltre l'ultimazione della torre.
Il termine "Babele" è composto da due parole della lingua assira o babilonese, bab = "porta" e el = "Dio", dunque, "porta di Dio". La Bibbia utilizza una probabile etimologia dall'ebraico bilbul = "confusione" o bilbel = "confuso".